# Sarrià metróállomás
Sarrià egyike a Spanyolországban található barcelonai metró metróállomásainak.

## Metróvonalak
Az állomást az alábbi metróvonalak érintik:
- Barcelona-Vallès-vasútvonal

## Kapcsolódó állomások
Az állomáshoz az alábbi állomások vannak a legközelebb:
- Les Tres Torres (6-os metróvonal)
- Reina Elisenda (Reina Elisenda, Barcelona metro line 12)
- Peu del Funicular station (Terrassa Nacions Unides station, Barcelona-Vallès-vasútvonal)
- La Floresta station (Sant Cugat station, Barcelona-Vallès-vasútvonal)
- Muntaner (Plaça de Catalunya állomás, Barcelona-Vallès-vasútvonal)